# La Naissance de la lyre
La Naissance de la lyre op. 24 est un opéra en un acte d'Albert Roussel sur un livret de Théodore Reinach composé en 1922-1923. Cet opéra est basé sur le drame satyrique Les Limiers de Sophocle. La première a eu lieu au Palais Garnier à Paris le 1er juillet 1925 avec une chorégraphie de Bronislava Nijinska. Les costumes sont de Maurice Brianchon.

## Personnages
| Role             | Voix    | Créateur Chef d'orchestre: Philippe Gaubert |
| ---------------- | ------- | ------------------------------------------- |
| Kylléné          | soprano | Jeanne Delvair                              |
| Petite Hermès    | soprano | Marcelle Denya                              |
| Apollon          | ténor   | Edmond Rambaud                              |
| Silène           | ténor   | Henri Fabert                                |
| Premier choreute | ténor   | Georges Regis                               |
| Second choreute  | basse   | Léon Ernst                                  |

## Argument
Le nouveau dieu Hermès vole les bœufs de son frère Apollon. Les satyres, menés par Silène, chassent Hermès et découvrent qu'il a inventé un nouvel instrument de musique, la lyre, avec les cornes d'un des bœufs. Apollon est si content de cette lyre qu'il l'adopte comme son instrument et pardonne son frère.